# Туйковы
Туйковы — упразднённая в 1994 году деревня в Котельничском районе Кировской области России. Вошла в состав деревни Зайцевы на территории современного Зайцевского сельского поселения.

## География
Деревня находилась в западной части региона, в подзоне южной тайги, на берегах реки Даровица, при автодороге 33Н-081, на расстоянии приблизительно 18 километров (по прямой) к северо-западу от города Котельнича, административного центра района.

### Климат
Климат характеризуется как континентальный, с продолжительной холодной многоснежной зимой и умеренно тёплым летом. Среднегодовая температура — 1,8 °C. Средняя температура воздуха самого холодного месяца (января) составляет −13,9 °C (абсолютный минимум — −46 °С); самого тёплого месяца (июля) — 17,9 °C (абсолютный максимум — 35 °С). Безморозный период длится в течение 114—122 дней. Годовое количество атмосферных осадков — 515 мм, из которых 365 мм выпадает в тёплый период года. Устойчивый снежный покров образуется в середине ноября и держится 160—170 дней.

## История
В 1994 году деревни Туйковы и Зайцевы Зайцевского сельсовета объединены в один населённый пункт — деревню Зайцевы со снятием с учёта деревни Туйковы.